# Google TalkBack
Google TalkBack（グーグル トークバック）とは、Googleによって開発された、視覚障がい者向けのスクリーンリーダーアプリケーションである。Android向けに提供されている。

## 概要
Google TalkBackは、視覚障がい者によるアクセシビリティが可能になるよう、音声読み上げを中心としたいくつかの機能を有している。画面に触れた場所の音声を読み上げたり、スワイプによる選択項目の移動、マルチタッチによるスクロールなどがある。これらの操作の補助として、ジェスチャー操作で呼び出すローカルコンテキストメニューを搭載する。
音声読み上げを行うには、標準のGoogle テキスト読み上げエンジンか、サードパーティー製の音声合成エンジンが利用できる。